# Grönsta

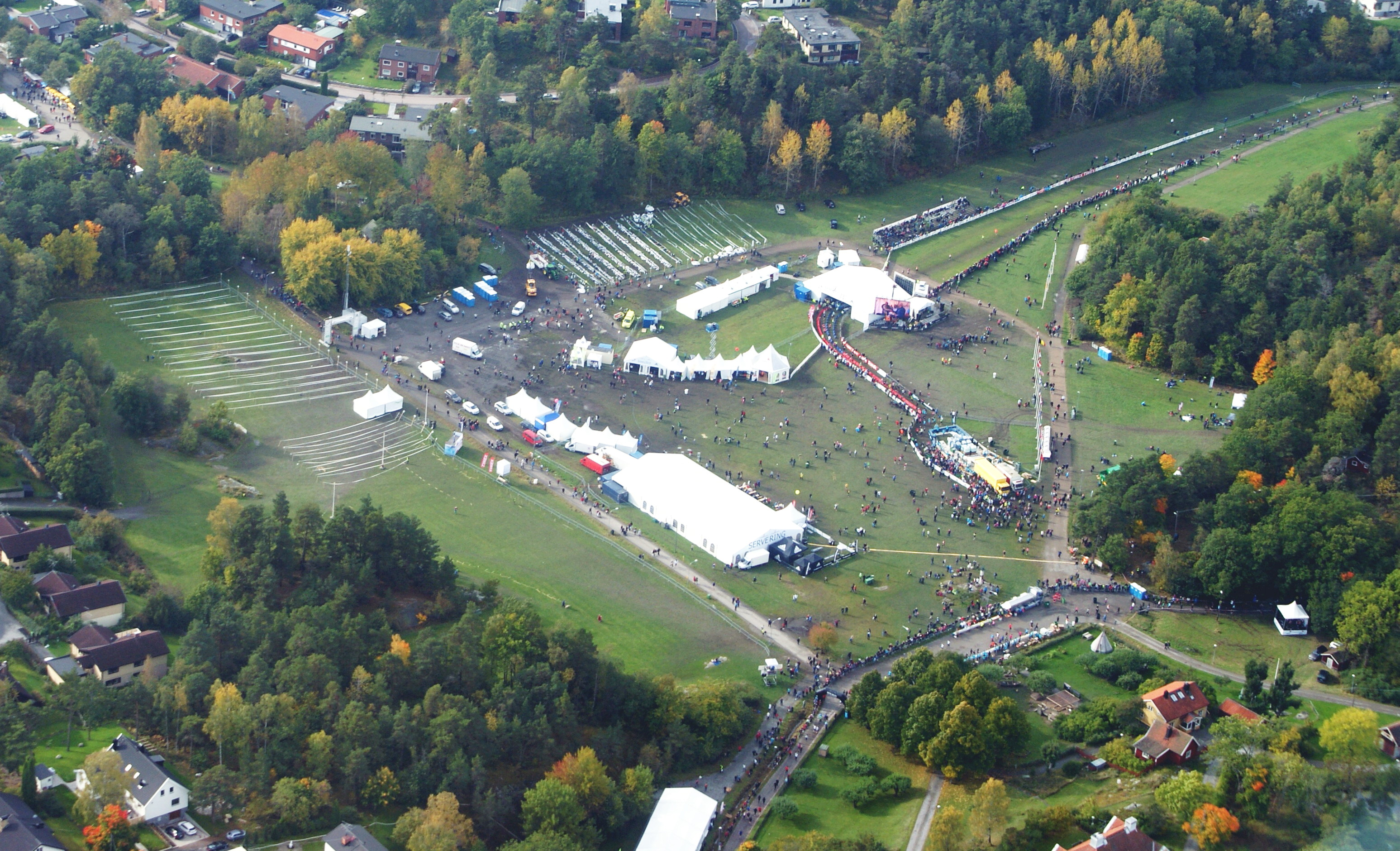
Lidingöloppets målområde på Grönsta gärde, 2012.

Grönsta är en kommundel / stadsdel belägen i nordvästra Lidingö kommun. Grönsta gränser i norr till Askrikefjärden, i öster till kommundelen Bo, i söder till Näset och i väster till Norra Sticklinge. Grönsta gärde är målområdet för Lidingöloppet. Kommundelen har sitt namn efter hemmanet Grönsta.

## Historia

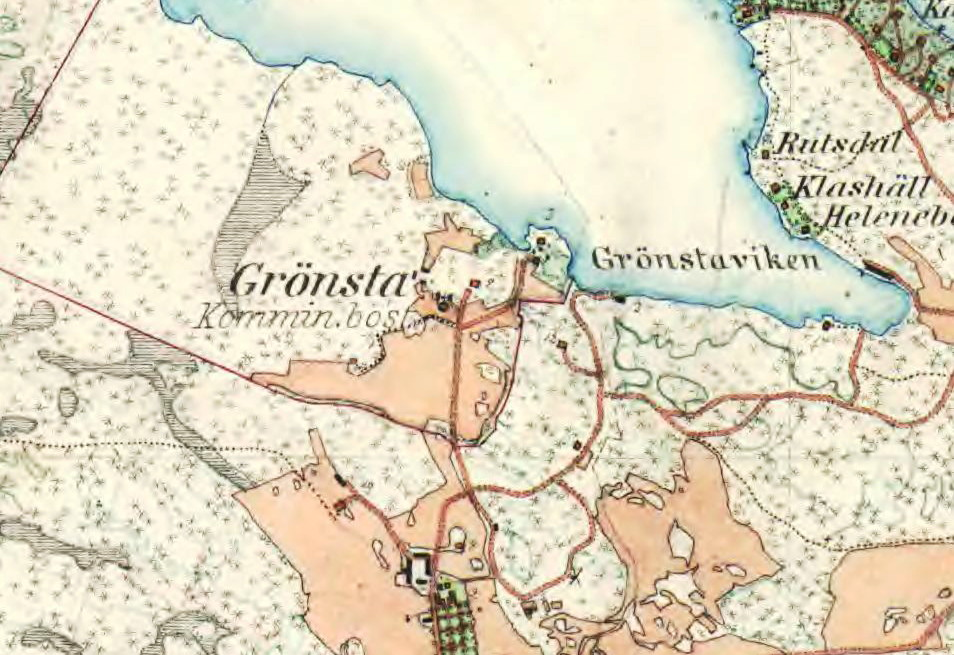
Grönstaområdet med komministerbostaden kring 1900.

Hemmanet Grönsta bestod ursprungligen av ett enkelt torp under godset Djursholm. Stället omnämns i skrift redan 1370 som …et grønøstæ. Grönsta är inritat på Lidingöns äldsta kända karta från 1661. Grönsta donerades av landshövdingen och friherre Svante Svantesson Banér till Lidingö socken 1653 i samband med att Lidingö socken blev eget pastorat.

## Dagens Grönsta
Grönsta är gles bebyggd och består huvudsakligen av grönområden och ett kuperat skogsparti med toppar på omkring 40 meter över havet. Mot norr vidtar Grönstaviken och Askrikefjärden. I Grönstas sydöstra del märks gamla Grönsta prästgård vars nuvarande huvudbyggnad uppfördes 1910 efter ritningar av arkitekt Per Olof Hallman. Till gården hör några gul- och rödmålade bostadshus och ekonomibyggnader.
Direkt öster om Grönsta prästgård återfinns byggnadsminnet Täcka Udden, med Carl Richard Nybergs villa och flyghangar från 1908. Lite längre västerut på en sluttning ner till Askrikefjärden ligger Grönstakolonin, som är Sveriges äldsta sportstugeområde, bildat 1910. 
På Grönsta gärde, söder om prästgården, finns målområdet för Lidingöloppet. Här står även Löparnas monument, en skulptur i brons på hög granitsockel skapad av lidingöskulptören Sven Lundqvist. Konstverket skänktes av lidingöbor och överlämnades av Lidingö hembygdsförening till Lidingö stad i samband med Lidingöloppets  30-årsjubileum den 2 oktober 1994. På en flera bronsplattor på marken är samtliga donatorer namngivna.

## Bilder

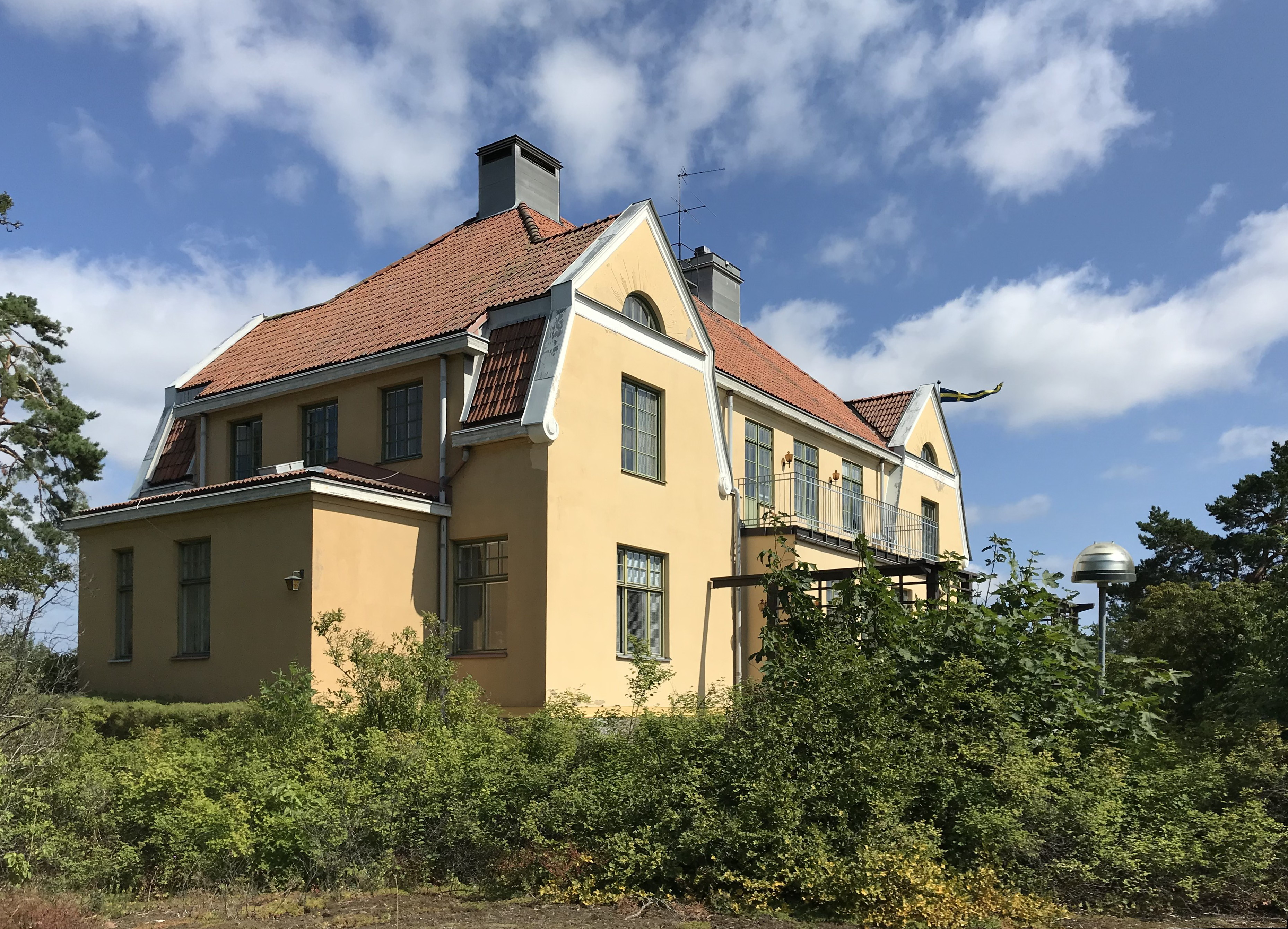
Grönsta prästgård.
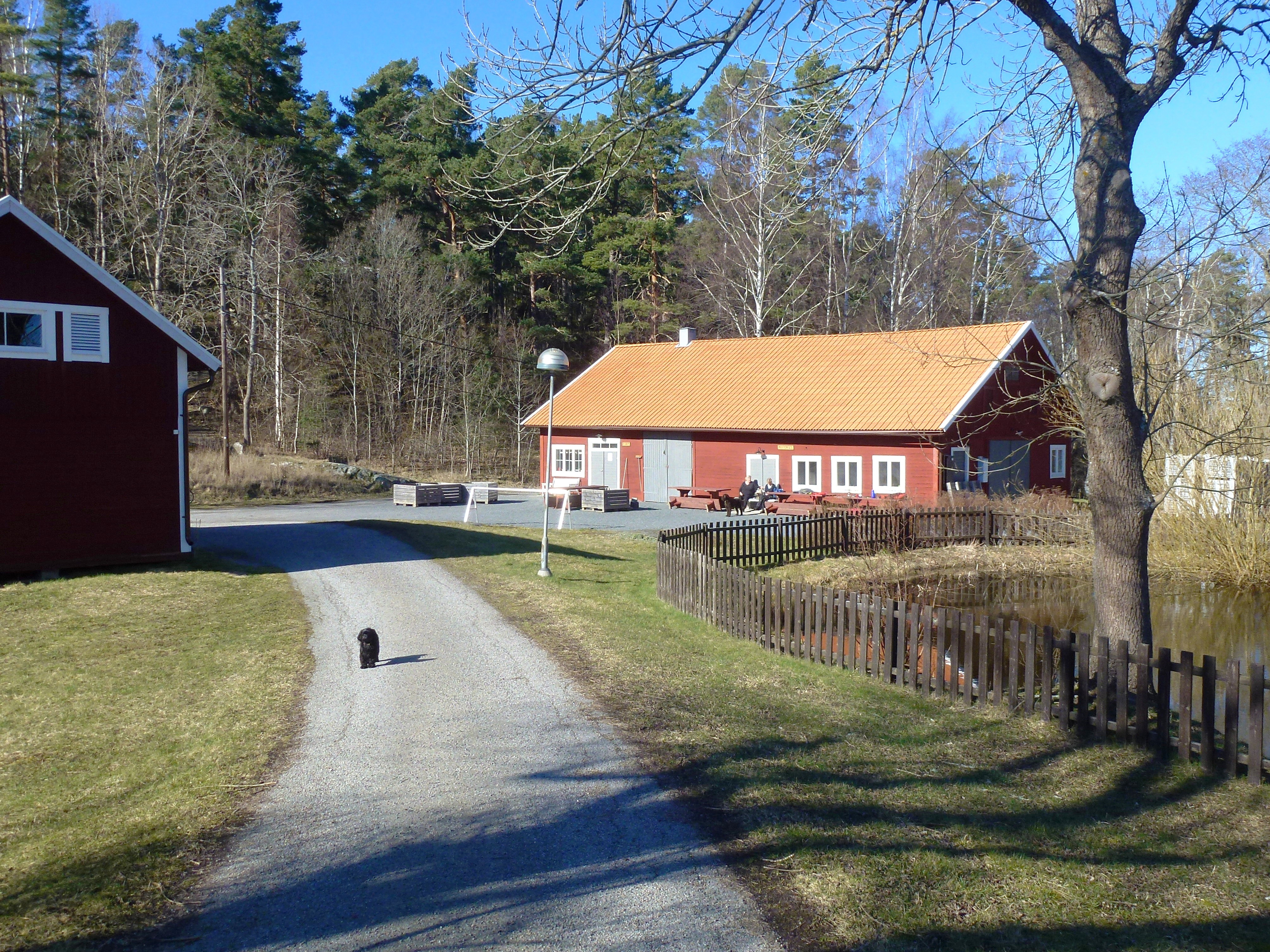
Vid Grönsta prästgård.
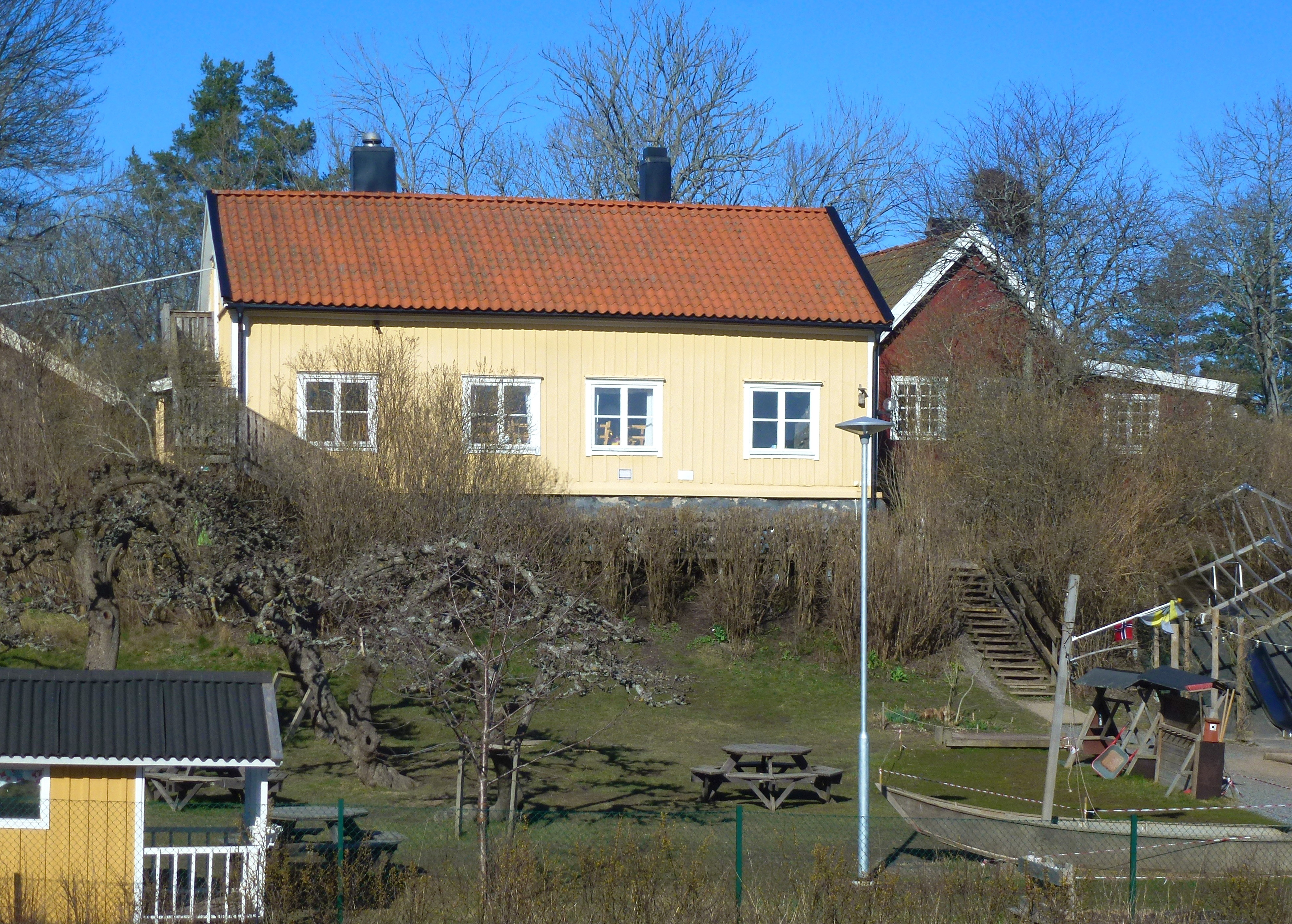
Gamla Grönsta prästgård.
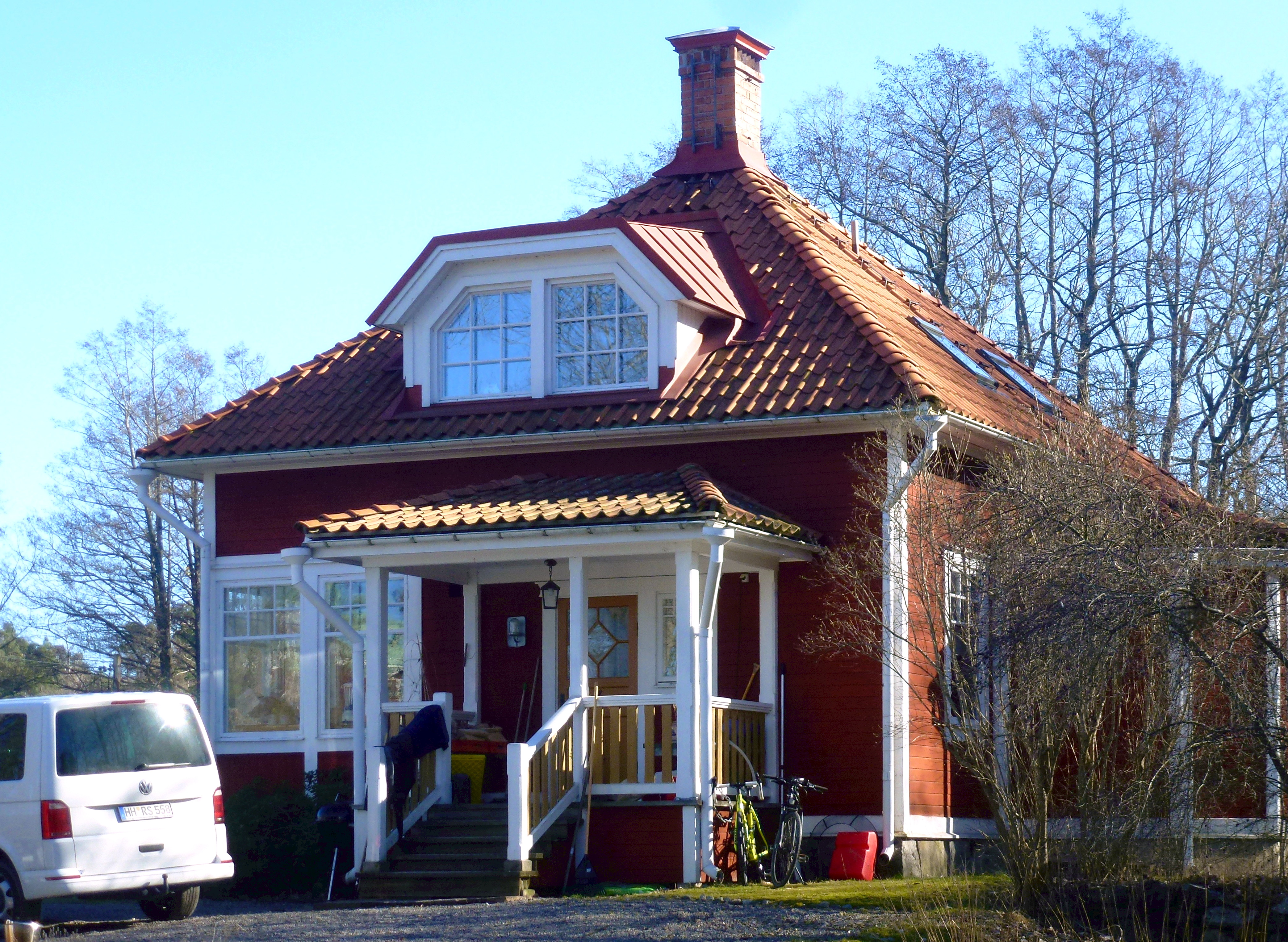
Röda villan vid Täcka udden.

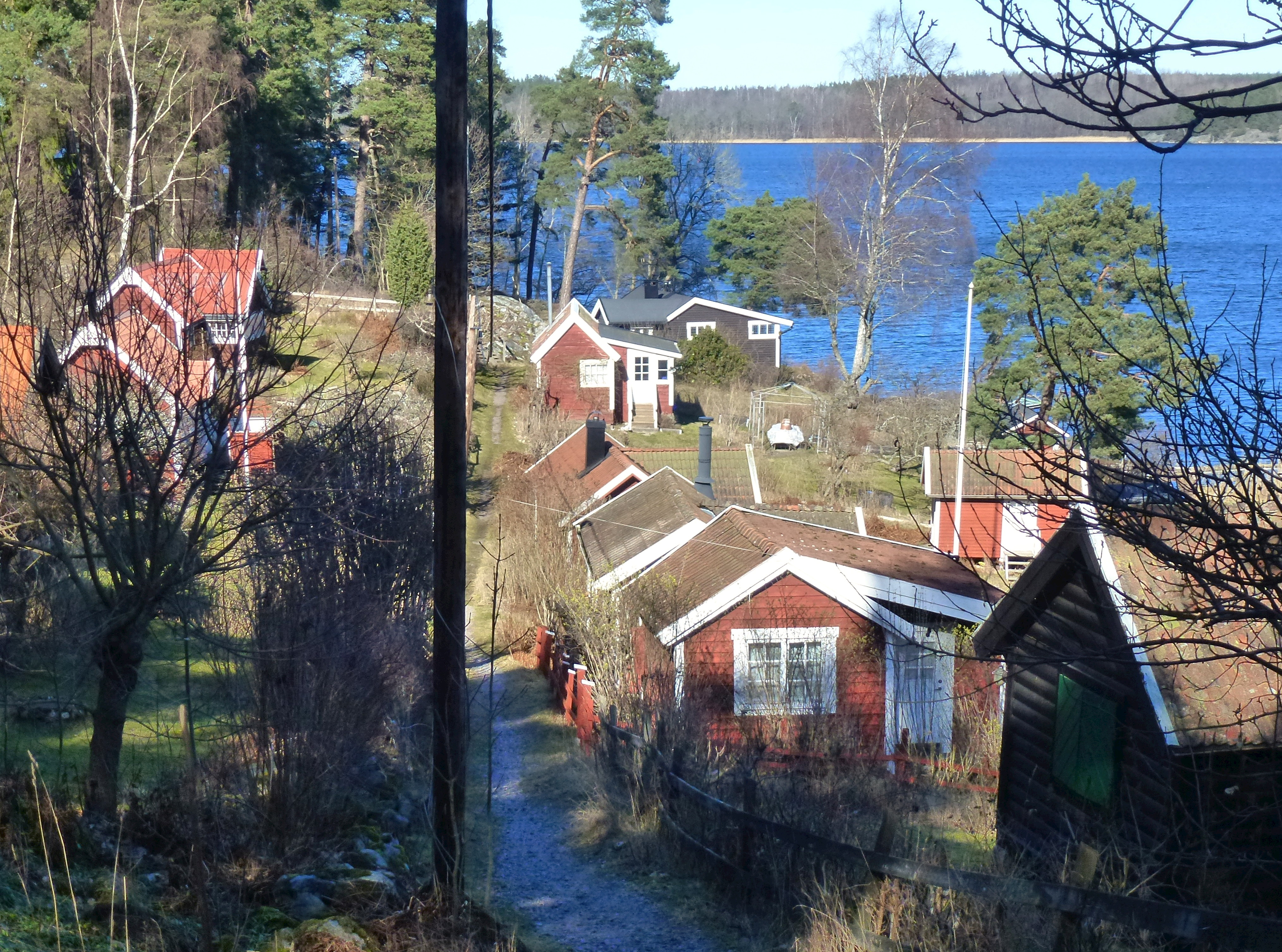
Grönstakolonin.
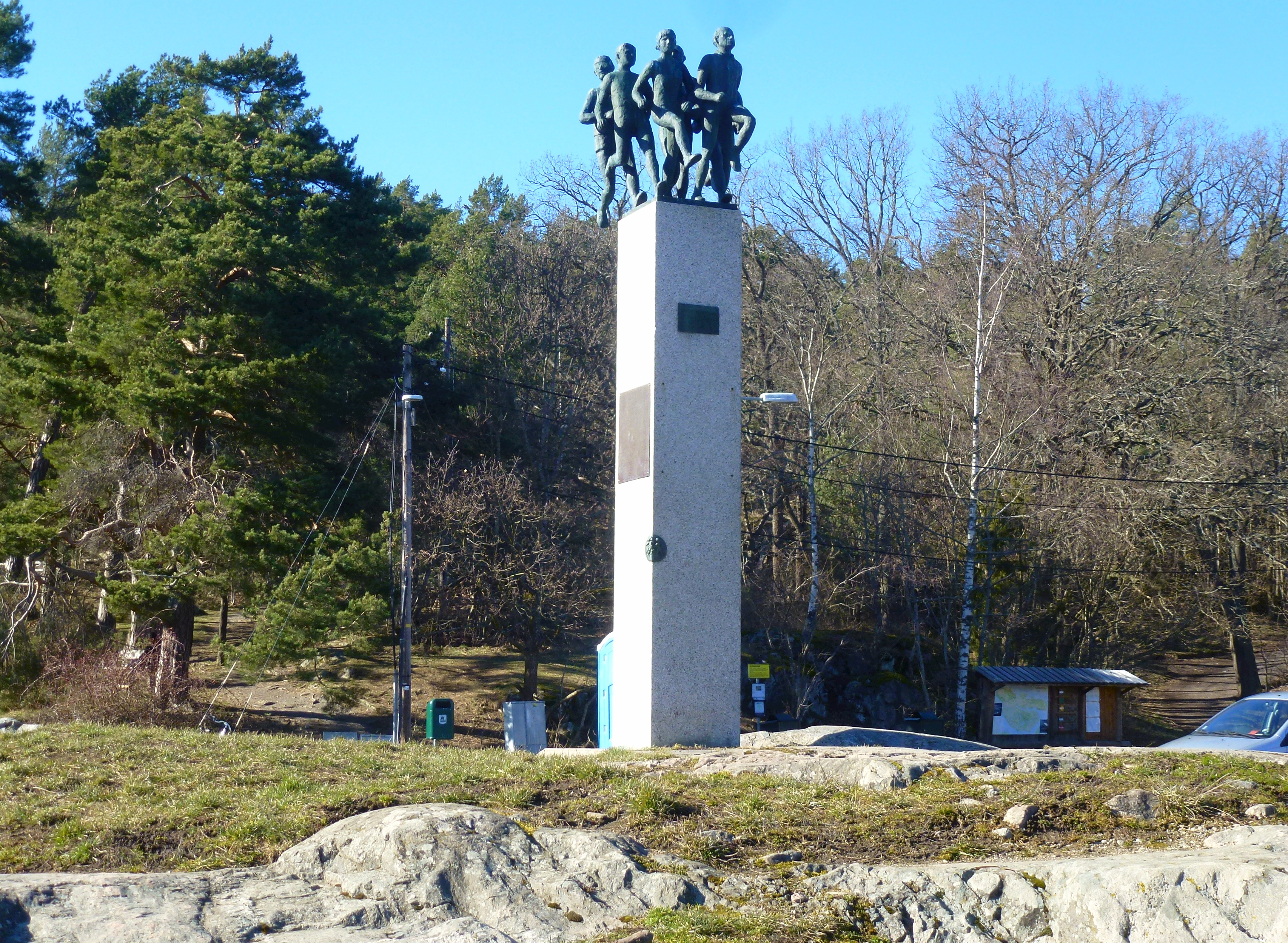
Löparnas monument.
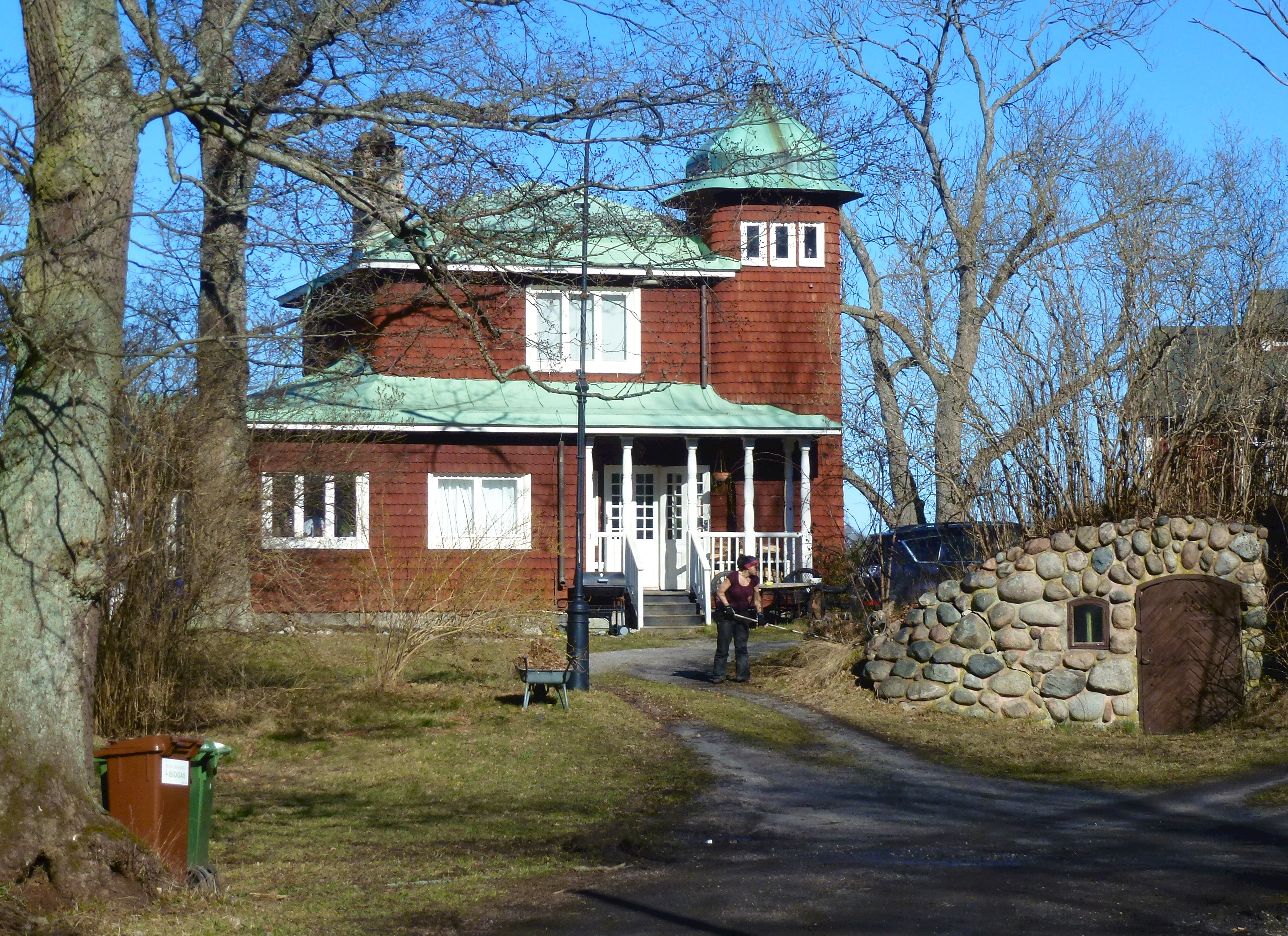
Villa Nyberg vid Täcka udden.
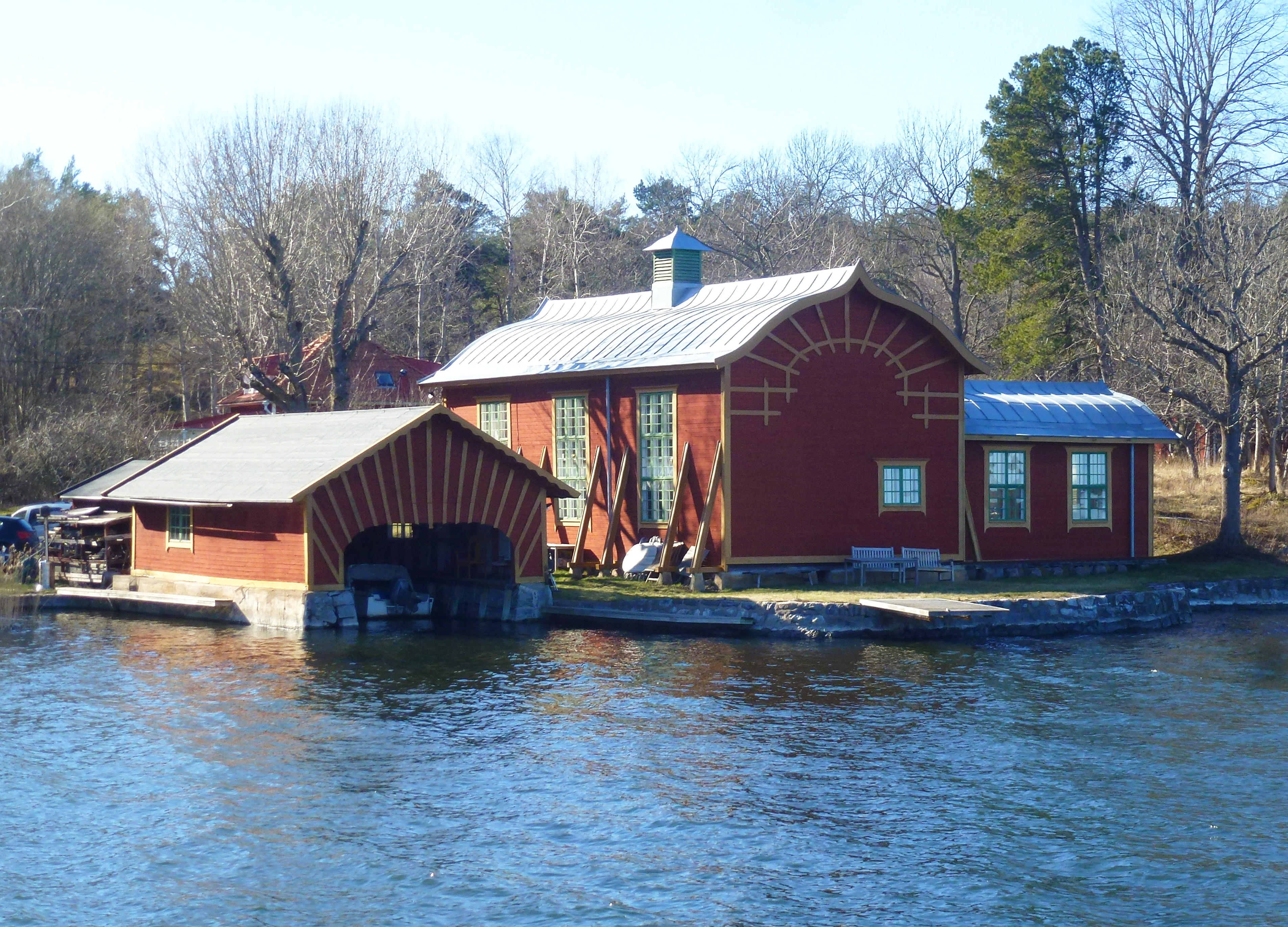
Täcka udden, Nybergs flyghangar och båthus.